# Litthabitella elliptica
Litthabitella elliptica é uma espécie de gastrópode da família Hydrobiidae.
É endémica de França.